# Městská autobusová doprava v Česku
Městská autobusová doprava (MAD) je veřejná linková městská doprava nebo její část zajišťovaná autobusy, tedy druh nebo část městské hromadné dopravy. 

## Právní definice a specifika městské autobusové dopravy

### Definice
Termín „městská autobusová doprava“ zavedl dřívější Zákon o silniční dopravě a vnitrostátním zasilatelství (68/1979 Sb.) v § 34 jako legislativní zkratku pro pojem „městská hromadná doprava provozovaná autobusy“. 
Nový zákon o silniční dopravě č. 111/1994 Sb. (v platném znění) termín převzal a předefinoval: Podle § 2 odst. 7 písm. a) „pokud je [veřejná linková] doprava uskutečňována pro potřeby města a jeho příměstských oblastí, jedná se o městskou autobusovou dopravu“. Tato definice nezohledňuje, že potřebám měst slouží zpravidla i meziměstská a dálková doprava, takže z linek spojujících tytéž cíle může některá mít licenci pro městskou autobusovou dopravu a jiná obecně pro veřejnou linkovou dopravu (například linky spojující Prahu a Neratovice). 
Přepravní řád (vyhl. 175/2000 Sb.) definuje městskou hromadnou dopravu jako dopravu uskutečňovanou pro poskytování obecných přepravních potřeb na území města, případně jeho příměstských oblastí. Definice MAD v zákoně č. 111/1994 Sb. je součástí definice veřejné linkové dopravy, takže za MAD nejsou považovány linky zvláštní linkové dopravy, určené jen pro vymezený okruh cestujících. 
Status městské autobusové dopravy není závislý na tom, zda je linka zařazena do jednotného tarifního systému MHD nebo jiného integrovaného systému ani na tom, kdo provoz linky objednává nebo financuje. Linky nedotované městem (například linky k obchodním centrům) bývají v některých městech plně začleněny do systému MHD. V Praze měly zpočátku jen status veřejné linkové dopravy, který byl později novými licencemi upřesněn na městskou autobusovou dopravu. V Pražské integrované dopravě obvykle příměstské a meziměstské linky vycházející z Prahy status MHD mají, zatímco mimopražské příměstské linky nikoliv (s výjimkou městských linek v Říčanech a Brandýse nad Labem-Staré Boleslavi). 
Dopravní obsluha příměstských oblastí se stala součástí této definice nejen proto, že v některých městech linky systému MHD již dříve zajížděly tradičně mimo hranice města (viz § 3 vládního nařízení č. 36/1951 Sb., § 34 odst. 2 zákona č. 68/1979 Sb., atd.). Přestože před rokem 1994 již vznikaly první integrované dopravní systémy (IDS), měly zpočátku převážně povahu rozšíření systému MHD do blízkosti města a proto zákonodárce namísto specifické nové právní úpravy IDS připustil i nadále vztažení právní úpravy platné pro městskou dopravu také na příměstské linky, avšak aniž by, na rozdíl od dřívějších předpisů, dostatečně dořešil jejich specifika. Pozdějšími novelizacemi, které omezovaly nepříznivé dopady tohoto legislativního řešení, byl však původní pojem městské dopravy nahrazen novým pojmem „linky městské autobusové dopravy vedené po území města“, který je nyní použit v ustanoveních o financování provozu, o přípustných termínech změn jízdních řádů a o zveřejňování jízdních řádů v Celostátním informačním systému. Termín „integrovaný dopravní systém“ se objevil v právním řádu až v roce 1997[zdroj?], dřívější zákon č. 68/1979 Sb. v podobném významu používal český termín „sdružená doprava“ (§ 21). 
Z právního hlediska je rozhodující, který dopravní úřad vydá licenci a jaký druh dopravy uvedl dopravce v žádosti o licenci jednotlivé linky a dopravní úřad ve vydané licenci. Podle § 13 musí být v licenci vyznačeno, zda jde o městskou autobusovou dopravu. Pražský magistrát však tento status přiznává většině příměstských linek Pražské integrované dopravy vycházejících z Prahy, naopak v některých menších městech linky zajišťující dopravu jen po území města status městské autobusové dopravy nemají. 
Fakticky v některých malých městech linka či linky městské dopravy v rozhodnutí o licenci za městskou autobusovou dopravu označeny nejsou. Protestovat by proti tomu mohl kraj, pokud by chtěl, aby provoz na linkách financovalo město. 
Městskou autobusovou dopravou také není silniční městská linková doprava provozovaná jinými vozidly než autobusy, tedy zejména osobními automobily (mikrobusy, minibusy) s méně než 9 místy pro cestující. 
Městskou autobusovou dopravou ve smyslu zákonné definice není ani doprava po městě provozovaná autobusy jinak než linkovou formou, například formou radiobusu nebo rozvozu cestujících podle momentálních potřeb.

### Koncese a licence
Dopravními úřady pro městskou autobusovou dopravu jsou magistráty hlavního města Prahy a statutárních měst a obecní úřady obcí s rozšířenou působností (pro ostatní autobusovou a vůbec silniční linkovou dopravou jsou dopravními úřady krajské úřady). (§ 2 odst. 22 Zákona o silniční dopravě)
Dopravce musí mít ke dni zahájení provozu městské autobusové dopravy platné osvědčení o oprávnění k podnikání v městské autobusové dopravě, které osvědčuje, že dopravce je držitelem platné koncesní listiny a držitelem platných licencí na provozování linek městské autobusové dopravy. Toto osvědčení musí být umístěno viditelně v prostoru řidiče ve všech vozidlech užívaných v MAD. (§ 9a Zákona o silniční dopravě) 
V městské autobusové dopravě na rozdíl od jiných druhů silniční linkové dopravy nemusí dopravce v žádosti o licenci uvádět denní dobu řízení, nepřetržitou dobu řízení, dobu odpočinku každého z řidičů a bezpečnostní přestávky. 
Licenční čísla městských linek obvykle za částí značící okres (první dvě cifry) obsahují číslici 5 nebo vyšší, označující město. Poslední dvojčíslí je většinou totožné s číslem linky užívaným v běžném informačním systému pro cestující. V Praze jsou licenční čísla linek složená ze dvou trojčíslí, první trojčíslí je u běžných linek 100, druhé dvojčíslí je totožné s běžně užívaným číslem linky. Specifické číslování licencí mají linky v některých oblastech s integrovanými dopravními systémy. 

### Financování
Prokazatelná ztráta vzniklá dopravci plněním závazků veřejné služby je hrazena krajem z jeho rozpočtu také za dopravu na linkách veřejné městské linkové dopravy zabezpečujících dopravu v rámci základní dopravní obslužnosti kraje mimo území města. Městské linky provozované po území města spadají do tzv. ostatní dopravní obslužnosti a smlouvu o závazku veřejné služby o nich s dopravcem uzavírá obec a prokazatelnou ztrátu hradí ze svého rozpočtu. 

### Informační systém
Vozidlo MAD nemusí být na čele označeno názvem výchozí zastávky, ale postačí název cílové zastávky spoje (Zákon o silniční dopravě č. 111/1994 Sb. §18 e).
Na označníku zastávky MAD (kromě výstupní) musí být podle §18 f) vyznačeno číslo linky. S označováním linek písmeny (jak je užíváno v Berouně a Králově Dvoře nebo u linek k obchodním centrům v Praze) nebo nealfanumerickým logem právní předpisy v některých ustanoveních nepočítají a nezmiňují je. V § 18 písm f) předpokládá zákon č. 111/1994 Sb. pouze označení linky číslem, podle § 2 odst. 1 písm. a) bývalé vyhlášky o jízdních řádech č. 49/1998 Sb. musel pro označení vozidla a zastávky dopravce uvést nejvýše druhé trojčíslí čísla linky. Podle § 4 odst. 1 písm. a) vyhlášky o jízdních řádech č. 388/2000 Sb. má být v jízdním řádu uvedeno „číslo linky  nebo  jiné  označení stanovené v rozhodnutí o udělení licence…; z čísla linky se uvede část, která linku identifikuje,“, termín označení linky je použitý v § 13 a v § 18 zákona 111/1994 Sb. a přímo v zákoně není definovaný, podle § 1 písm. d) vyhlášky 388/2000 Sb. však znamená číslo a název linky. 
U MAD, na rozdíl od ostatních forem silniční linkové dopravy, nemusí být jízdní řád vyvěšen ve výstupní zastávce. 
Dopravní značka na označníku zastávky městské dopravy nebo společné zastávky městské a ne-městské linkové dopravy má čtvercovou podobu (IJ 4a dle vyhlášky č. 30/2001 Sb.), pro samostatnou zastávku ne-městské linkové dopravy se užívá kruhová značka (IJ 4b) vycházející z podoby někdejšího tzv. zastávkového terče ČSAD. 
Podle vyhlášky č. 388/2000 Sb., o jízdních řádech veřejné linkové osobní dopravy, pro linky městské autobusové dopravy je možné místo obecných požadavků na podobu jízdního řádu uplatnit speciální. Jízdní řád MAD tedy může být zpracován jak v podobě linkového jízdního řádu ve sloupcovém uspořádání, tak i v podobě zastávkového jízdního řádu obsahující pouze údaje o odjezdech z příslušné zastávky. Je-li interval odjezdů nebo horní hranice jeho rozmezí v ucelených časových obdobích kratší než deset minut, je možno uvést jen první časový údaj odjezdu v první hodině nebo v každé hodině uceleného časového období a vyznačit opakující se interval s nejvýše dvouminutovým rozmezím. Jednotlivé spoje nemusí být číslovány. Místo celého označení linky (které je složeno z šestimístného čísla a názvů vybraných obcí na trase) lze použít jen zkrácené číslo nebo jiné stanovené označení linky. Názvy zastávek nemusí být uvedeny ve sloupci a z názvů je možno vypustit název obce, pokud jej obsahuje název městské dopravy. Místo tarifní vzdálenosti mohou být uvedeny údaje o tarifních pásmech, časové údaje o běžně dosahované jízdní době mezi zastávkami, případně jiné údaje potřebné pro určení výše jízdného. Nemusí být uvedeno datum konce platnosti jízdního řádu. V jízdním řádu nemusí být uvedeny údaje o smluvních přepravních podmínkách a tarifu, musí však být uveden údaj o případném zvláštním způsobu provozu na lince. 
Jízdní řád nemusí být v městské autobusové dopravě, na rozdíl od jiných forem silniční linkové dopravy, cestujícím k dispozici u řidiče autobusu (vyhláška č. 388/2000 Sb.).
Jízdní řád linky MAD vedené pouze po území města není dopravní úřad ze zákona povinen postupovat Ministerstvu dopravy do celostátního informačního systému o jízdních řádech, avšak většina významnějších dopravců je tam sama dobrovolně poskytuje. Změny jízdních řádů linek MAD vedených jen po území města je možné provádět i mimo termíny změn zveřejněné Ministerstvem dopravy v Obchodním věstníku. Příměstské linky MHD (MAD) však podléhají stejnému režimu změn a zveřejňování jako běžné vnitrostátní linky. 
V MAD, na rozdíl od jiných forem silniční linkové dopravy, nemá dopravce povinnost oznamovat zpoždění delší 10 minut ve vozidle a v zastávce vybavené informačním zařízením ani není povinen na požádání vydat cestujícímu písemné potvrzení o omezení nebo zastavení dopravy, vynechání spoje nebo době jeho zpoždění (vyhláška č. 175/2000 Sb., o přepravním řádu pro veřejnou drážní a silniční osobní dopravu).
Kromě názvu zastávky musí dopravce v MAD nejpozději při odjezdu vozidla ze zastávky oznámit též následující zastávku (pokud je vozidlo vybaveno technickým zařízením). (vyhláška č. 175/2000 Sb., o přepravním řádu pro veřejnou drážní a silniční osobní dopravu).

### Další přepravní podmínky
Podle vyhlášky č. 175/2000 Sb., o přepravním řádu pro veřejnou drážní a silniční osobní dopravu, v MAD nelze rezervovat místa pomocí místenek. V MAD se nepřepravují cestovní zavazadla (zavazadla přepravovaná na základě samostatné přepravní smlouvy) ani zásilky, ale pouze ruční zavazadla, případně spoluzavazadla. 
V MAD musí být v každém vozidle vyznačeno 6 míst k sezení pro cestující s omezenou schopností pohybu a orientace (u jiných forem linkové dopravy postačují 2 místa). V MAD musí být těmto osobám umožněn výstup a nástup všemi dveřmi. 
Jízdné za jednotlivou jízdu se v městské hromadné dopravě nevrací ani při neprovedení nebo nedokončení přepravy z příčin na straně dopravce – toto ustanovení však při přestupním tarifu ztrácí jednoznačnost, protože přestupní jízdenka zpravidla není jízdenkou pro jednotlivou jízdu.

## Sítě městské autobusové dopravy v Česku
- Městská autobusová doprava v Praze
- Městská autobusová doprava ve Středočeském kraji
- Městská autobusová doprava v Jihočeském kraji
- Městská autobusová doprava v Plzeňském kraji
- Městská autobusová doprava v Karlovarském kraji
- Městská autobusová doprava v Ústeckém kraji
- Městská autobusová doprava v Libereckém kraji
- Městská autobusová doprava v Královéhradeckém kraji
- Městská autobusová doprava v Pardubickém kraji
- Městská autobusová doprava v Kraji Vysočina
- Městská autobusová doprava v Moravskoslezském kraji
- Městská autobusová doprava v Olomouckém kraji
- Městská autobusová doprava v Jihomoravském kraji
- Městská autobusová doprava ve Zlínském kraji